# Viili
Viili is een yoghurtachtige mesofiele gefermenteerde melk uit de Noordse landen, met uitstek populair in Finland. Dit melkzuurproduct is het gevolg van een microbiële werking van melkzuurbacteriën (Lactococcus lactis subsp. cremoris, Lactococcus lactis subsp. lactis biovar. diacetylactis en Leuconostoc mesenteroides subsp. cremoris). Viili heeft een gelachtige consistentie en een milde smaak.
Het is de moderne versie van het traditionele product genaamd filbunke. Bij de moderne fabricage wordt gepasteuriseerde melk gebruikt en de fermentatie wordt uitgevoerd in een melkfabriek in gecontroleerde omstandigheden met behulp van in een laboratorium-gekweekte culturen.
De authentieke viilicultuur bevat vaak ook Geotrichum candidum, een witte schimmel die vaak ook op kazen aangetroffen wordt.

## Crème viili
Crème viili (Fins: kermaviili, Zweeds: gräddfil) is gemaakt van room in plaats van melk, en wordt gebruikt in de keuken, zoals zure room. 